# 天大将军十
三角座γ（γ Tri、γ Trianguli 或天大將軍十）是一顆位于三角座的恆星。
三角座γ是一顆白色的A型主序帶矮星，視星等為+4.03，約距離地球118光年。